# دودمان ایگه هلکی
دودمان ایگه هلکی یکی از دودمان‌های ایلام میانه در بین سال‌های ۱۴۰۰ تا ۱۲۱۰ پیش از میلاد بود.
تا همین اواخر، به نظر می‌رسید که دودمان ایگه هلکی یکی از شناخته‌شده‌ترین دودمان‌ها در تاریخ ایلام است. مورخان گمان می‌کردند که به‌دنبال حملهٔ یکی از شاهان کاسی به نام کوریگلزو دوم (۱۳۳۲ تا ۱۳۰۸ پیش از میلاد) علیهٔ شاه ایلامی به نام هورپتیلا ایگه هلکی در حدود سال ۱۳۲۰ پیش از میلاد، قدرت را به دست گرفت؛ سپس حکومت وی به شش جانشینش منتقل شد، که معروف‌ترین ایشان اونتاش ناپیریشا است که در حدود ۱۲۵۰ پیش از میلاد، زیگورات معروف چغازنبیل را ساخت. این دوره با کیدین هوتران سوم خاتمه یافت که وی با به‌دست آوردن دو پیروزی در مقابل انلیل ندین شومی (۱۲۲۴ پیش از میلاد) و ادد شوما ایدین (۱۲۲۲ تا ۱۲۱۷ پیش از میلاد) به عظمت و شکوه کاسی‌ها پایان داد. ترکیب اطلاعات بدست‌آمده از یک نامه که اینک در موزه خاور نزدیک برلین نگهداری می‌شود و دو قطعه از یک مجسمهٔ بازکشف‌شده در موزه لوور، موجب تجدید نظر کامل در این تصور گردید. نامهٔ موجود در برلین، یک متن بابلی جدید است که به زبان اکدی نوشته‌شده‌است، ولی به روی تکه‌های مجسمه، کتیبه‌ای به‌زبان ایلامی هست. فرستندهٔ نامه یک شاه ایلامی‌ست که نام او روی متن از بین‌رفته اما به احتمال قوی، شوتروک نهونته یکم است؛ نویسنده ادعا می‌کند که حکومت بابل حق اوست. نام مخاطب نامه هم از بین رفته است. شاه ایلامی برای اثبات ادعایش بر حکومت بابل، نام تمام شاهان ایلامی را که با شاهدختان کاشی ازدواج کرده بودند، به علاوهٔ فرزندان حاصل از این ازدواج‌ها، ذکر می‌کند. برای نمونه، جانشین بلافصل ایگه هلکی، پهیر ایشن یکم، با خواهر یا دختر کوریگلزو اول ازدواج کرد؛ پایان حکومت کوریگلزو اول، سال ۱۳۷۴ پیش از میلاد بوده‌است، پس معلوم می‌شود که سلسلهٔ ایگه هلکی تقریباً یک قرن از آنچه پیشتر تصور می‌شد قدیمی‌تر بوده‌است. به‌علاوه، دو شاه که پیشتر ناشناخته بودند در این متن ذکر شده‌اند: یکی، کیدین هوتران دوم، پسر اونتش نپیریشه (این شخص نمی‌تواند همان کیدین هوترانی باشد که با کاسی‌ها جنگید)، دوم، پسر وی نپیریشه اونتش. چون قطعات مجسمهٔ موزهٔ لوور به کیدین هوتران دیگری که پسر پهیر ایشن بوده منسوب است، حتماً سه پادشاه به این نام در سلسلهٔ ایگه هلکی‌ها وجود داشته است: کیدین هوتران اول، پسر پهیر ایشن؛ کیدین هوتران دوم، پسر اونتاش نپیریشه و کیدین هوتران سوم که پدرش معلوم نیست. بنابراین تعداد پادشاهانی که در این دوره به قدرت رسیدند، از هفت به ده نفر افزایش یافت، و هنوز معلوم نیست که فهرست کامل باشد. در واقع، نخستین توصیف به‌جامانده دربارهٔ این سلسله در یکی از کتیبه‌های شیلهک اینشوشینک از دودمان شوتروکی‌ است؛ وی در آن کتیبه، شماری از شاهان قبلی را نام می‌برد که معبدی از اینشوشینک را بازسازی کرده بودند. در نامهٔ برلین هم فقط به شاهانی که با شاهدخت‌های کاسی ازدواج کرده بودند یا فرزندان ایشان اشاره شده‌است. شاهی که در این دو گروه نباشد، گمنام می‌ماند. سرانجام، اکنون می‌توان تأیید کرد که هورپتیلا، شاه ایلام نبود بلکه شاه سرزمینی به‌نام الامات بود.

## شاهان سلسله ی ایگه هالکی
این سلسله به دست  ایگه - هالکیبنیان گذاشته شد و با پسر و جانشین او پاهیر -ایشان (۱۳۳۰ تا ۱۳۱۰ پیش از میلاد)اندام گرفت.پس از او برادرش آتار-کیتاه (۱۳۱۰ تا ۱۳۰۰ پیش از میلاد)به سلطنت رسید و سپس حدود ۱۳۰۰ هوبان-نومناشاه شد .زمان سلطنت پسر او اونتاش نپیرشا(۱۲۷۵ تا ۱۲۴۰ پیش از میلاد)دوره ی طلایی ایلامی ها بود ایلام در همه ی عرصه ها مخصوصا با بنای معبد مشهور چغازنبیل به اوج شکوفایی خود رسید.
پس از این دوره ی شکوفا اونپتر-نپیرشا (۱۲۴۰ تا ۱۳۳۵ پیش از میلاد )و پس از او برادرش کیتن هوتران (۱۳۳۵ تا ۱۳۱۰ پیش از میلاد)برتخت نشست.ودر زمان کیتن هوتران سلسله ی ایگه -هالکی منقرض شد.

## ویژگی‌های دودمان ایگه هلکی
ویژگی اصلی این سلسله، «ایلامی کردن» سوزیانا است؛ مجتمع دینی چغازنبیل، دوراونتاش باستان، گواهی بر این سیاست است، که در زمان کیدینوها آغاز شده بود. در حالی که اپرتی‌ها، عنوان‌ها، خدایان و زبان خود را از شوشی‌ها اقتباس کرده‌بودند، ایگه هلکی‌ها بر جنبهٔ ایلامی سوزیانا تأکید کردند. ازاین‌رو، اسناد نوشته‌شده به‌زبان اکدی از زمان حکومت ایگه هلکی‌ها بسیار نادر است و غالب این نوشته‌های اکدی، لعن و نفرین کسانی‌ست که آثار یادبودی ایشان را خراب کنند، گویی که این ویرانگری تنها از میان‌رودی‌ها برمی‌آید.
دومین ویژگی این سلسله، احیای عنوان قدیمی «پادشاه شوش و انشان» بود. ویژگی دیگر و مهم‌ترین آنها، حضور قدرتمند خدایان فلات ایران در سوزیانا بود. برای نمونه، دیدگاه اونتش نپیریشه در چغازنبیل روشن‌گر است؛ در آغاز، شاه، زیگوراتی کوچک در داخل محوطه‌ای به مساحت ۱۰۵ متر مربع ساخت که به دُور این محوطه، معبدهایی ساخته‌شده بود. این زیگورات ابتدایی ضرورتاً به اینشوشینک، خدای حامی شوش و سوزیانا تقدیم‌شده بود. اما، شاه به‌زودی نظر خود را تغییر داد و تصمیم گرفت زیگورات بزرگی بسازد. زیگورات کوچک خراب شد و ساختمان‌هایی که محوطهٔ مربع شکل را احاطه کرده بودند، در طبقهٔ اول بنای جدید ادغام شدند. بنای جدید پنج طبقه داشت و مساحت هر طبقه از مساحت طبقه زیرینش کمتر بود. لازم به تأکید است که ساختمان جدید، مشترکاً به نپیریشه، خدای اصلی انشان و اینشوشینک وقف گردید. اینشوشینک همواره بعد از نپیریشه و در مقام دوم ذکر می‌شود؛ حتی وقتی کیریریشه، زوجهٔ نپیریشه حضور داشت، اینشوشینک در مقام سوم می‌آمد. بدین ترتیب، تقدم جزء ایلامی بر جزء شوشی در ترتیب خدایان نیز منعکس گردید. اما موقعیت حتـی پیچیده‌تر از این بود. در داخل سه دیوار متحدالمرکز چغازنبیل، معابدی برای خدایان مختلف پانتئون جدید شوشی-ایلامی ساخته‌شده‌بود و به‌نظر می‌رسد که تمامی خدایان اصلی کنفدراسیون ایلامی حضور داشتند. برای مثال، پینی‌کیر، هومبان، کیرمشیر و نهونته، احتمالاً متعلق به مجمع خدایان اوان بودند؛ در صورتی که روهوراتر و هیشمتیک، خاستگاه سیماشکی داشتند. از بین خدایان انشان، می‌توان به زوج نپیریشا و کیریرشه، به علاوه کیلخ شوپیر و منزت اشاره کرد. خدایان دیگر شوشی- میان‌رودانی، مانند اینشوشینک، ایشمکرب، نبو، شمش و ادد، بین قدرت ایلام و شوش تعادل برقرار می‌کردند.
تأسیس شهر چغازنبیل بدون هیچ سابقه‌ای، بیشتر ماهیتی سیاسی داشت تا دینی، زیرا نشان می‌دهد که کنفدراسیون کهن ایلامی از نظر فرهنگی و سیاسی بر سوزیانا مسلط شده‌است. عجیب است که این مجتمع عظیم به‌سرعت متروکه شد. هیچ پادشاه دیگری به جز اونتش نپیریشه کتیبه‌ای به نام خود در آنجا باقی نگذاشت و شوتروک نخونته گزارش می‌کند که کتیبه‌هایی را از دوراونتاش به شوش برده‌است. دربارهٔ دو جانشین بلافصل اونتش نپیریشه، یعنی کیدین هوتران دوم و نپیریشه اونتش اطلاعی در دست نیست. لشکرکشی‌های آخرین شاه این سلسله، کیدین هوتران سوم، علیه پادشاهان کاسی بابل، انلیل ندین شومی و ادد شوما ادینا، دلالت می‌کنند که روابط خوب این دو خانوادهٔ سلطنتی، به‌سرعت از بین رفته بود (زمانی بین این دو خانواده روابط حسنه وجود داشت).